# Mirage (Armin van Buuren)
Mirage is het vierde studioalbum van de Nederlandse tranceartiest en dj Armin van Buuren. Het album werd uitgebracht op 10 september 2010 en telt 16 nummers.
Er zijn vier nummers van het album uitgebracht als single.
In Nederland bereikte het de 3e plek in de Album Top 100.

## Nummers
Het album bevat de volgende nummers:
| 1.                   | Desiderium 207        | Susana              | 2:08 |
| 2.                   | Mirage                |                     | 6:41 |
| 3.                   | This Light Between Us | Christian Burns     | 5:09 |
| 4.                   | Not Giving Up on Love | Sophie Ellis-Bextor | 2:53 |
| 5.                   | I Don't Own You       |                     | 6:45 |
| 6.                   | Full Focus            |                     | 4:41 |
| 7.                   | Take a Moment         | Winter Kills        | 5:02 |
| 8.                   | Feels So Good         | Nadia Ali           | 3:58 |
| 9.                   | Virtual Friend        | Sophie Hunter       | 7:11 |
| 10.                  | Drowning              | Laura V             | 2:44 |
| 11.                  | Down to Love          | Ana Criado          | 4:15 |
| 12.                  | Coming Home           |                     | 6:20 |
| 13.                  | These Silent Hearts   | Brian Transeau      | 5:48 |
| 14.                  | Orbion                |                     | 5:17 |
| 15.                  | Minack                | Ferry Corsten       | 6:43 |
| 16.                  | Youtopia              | Adam Young          | 3:59 |
| Totale duur: 1:23:23 |                       |                     |      |

## Medewerkers
- Armin van Buuren – componist, producent
- Benno de Goeij, Olivia Nervo, Miriam Nervo, Raz Nitzan, Adrian Broekhuyse, Ferry Corsten - producenten
- Susana, Christian Burns, Sophie Ellis-Bextor, Sophie Hunter, Ana Criado, Brian Transeau, Adam Young - vocalisten